# Accuracy International AWM
O Accuracy International AWM (Arctic Warfare Magnum) é um fuzil de precisão de ação por ferrolho fabricado pela Accuracy International projetado para usar cartuchos magnum. O Accuracy International AWM também é conhecido não oficialmente como AWSM (Arctic Warfare Super Magnum), que normalmente denota fuzis AWM no calibre .338 Lapua Magnum.
Em 9 de setembro de 2012, a Accuracy International anunciou que o fuzil AWM de .338 Lapua Magnum foi retirado do uso e substituído pelo fuzil de precisão Accuracy International AXMC. A ação por ferrolho do AXMC foi projetada para ser significativamente mais forte e mais capaz de lidar com pressões e temperaturas mais altas da câmara e, portanto, ter maior impulso do ferrolho com segurança em comparação com o AWM e, portanto, é mais longo e mais largo. O carregador do AXMC também foi adequadamente ampliado para funcionar com cartuchos .338 Lapua Magnum carregados para o comprimento total máximo permitido da Commission Internationale Permanente pour l'Epreuve des Armes à Feu Portatives (CIP) de 93,50 mm.

## Usuários
- Alemanha: AWM-F (designado G22 pela Bundeswehr) – .300 Winchester Magnum.[2][3]
- Indonésia: O AWM é usado pelo grupo de mergulhadores táticos Komando Pasukan Katak (Kopaska) e pelo grupo de forças especiais Komando Pasukan Khusus (Kopassus).[4]
- Irlanda: AWM - versão em .338 Lapua Magnum usada pelo Army Ranger Wing.[5][6]
- Itália: AWM – versão em .338 Lapua Magnum é usada pelo 9º Regimento de Assalto de Paraquedistas "Col Moschin".[7]
- Malásia: AWSM - A versão em .338 Lapua Magnum é usada pela polícia da Malásia com a força policial de operações especiais PGK.[8]
- Países Baixos: AWM, AWM-F e AXMC – .338 Lapua Magnum[9][10][11]
- Noruega: AWM – .300 Winchester Magnum ou .338 Lapua Magnum.[12][13]
- Polônia: AWM-F – versão em .338 Lapua Magnum; GROM;[14] 1 Pułk Specjalny Komandosów[15]
- Portugal: AWM - versão em .338 Lapua Magnum usada pelo Exército Português.[16]
- Rússia: AWM-F – em .338 Lapua Magnum é usada pela unidade de antiterrorismo Grupo Alpha.[17][18][19][20]
- Singapura: AWM – versões em .300 Winchester Magnum ou .338 Lapua Magnum.[12][13]
- Coreia do Sul: É usada pelo 707º Batalhão de Missões Especiais.[21]
- Síria: AWM - versão em .338 Lapua Magnum, usada pelas forças especiais.[22]
- Turquia: AWM – versão em .338 Lapua Magnum (Forças Armadas da Turquia)[23]
- Ucrânia: AWM – versão em .338 Lapua Magnum, doada pelos Países Baixos em resposta à Invasão da Ucrânia pela Rússia em 2022.[24][25]
- Reino Unido: AWM – versão em .338 Lapua Magnum.[26]